# Queen + Adam Lambert Tour 2014-2015
De Queen + Adam Lambert Tour 2014-2015 is de eerste complete tournee van de Engelse Queen-gitarist Brian May en -drummer Roger Taylor met zanger Adam Lambert onder de naam Queen + Adam Lambert. De tournee begon op 19 juni 2014 in Chicago, Verenigde Staten en eindigde op 30 september 2015 in Santiago, Chili.

## Personeel
- Adam Lambert: Leadvocalen
- Brian May: Leadgitaar, achtergrondvocalen, leadvocalen op Love of My Life en '39
- Roger Taylor: Drums, percussie, achtergrondvocalen, leadvocalen op A Kind of Magic en These Are the Days of Our Lives

### Extra personeel
- Spike Edney: Keyboards, achtergrondvocalen
- Rufus Tiger Taylor: Percussie, drums, achtergrondvocalen
- Neil Fairclough: Basgitaar, achtergrondvocalen
- Freddie Mercury: Vooraf opgenomen vocalen op Bohemian Rhapsody en Love of My Life
- Lady Gaga: Vocalen op Another One Bites the Dust (27 augustus 2014)

## Tracklijst

### Noord-Amerika

#### MGM Grand Garden Arena (20 september 2013)
Het concert op 20 september 2013 in de MGM Grand Garden Arena in Las Vegas, Nevada, Verenigde Staten was een concert van een half uur voor het iHeart Radio Music Festival. De indieband Fun. speelde enkele nummers mee met Queen en Adam Lambert.
1. Bohemian Rhapsody (kort)
2. Another One Bites the Dust
3. Crazy Little Thing Called Love
4. Who Wants to Live Forever
5. Somebody to Love (met Fun.)
6. Fat Bottomed Girls (met Fun.)
7. Dragon Attack
8. Bohemian Rhapsody (reprise)
9. We Will Rock You
10. We Are the Champions

#### iHeart Radio Theatre (16 juni 2014)
Het concert op 16 juni 2014 in het iHeart Radio Theatre in Los Angeles, Californië, Verenigde Staten was een concert van een half uur voor winnende leden van de Official International Queen Fan Club.
1. We Will Rock You
2. Another One Bites the Dust
3. Crazy Little Thing Called Love
4. Love Kills
5. Fat Bottomed Girls
6. Under Pressure (gezongen door Roger Taylor en Adam Lambert)
7. We Are the Champions
8. Don't Stop Me Now

#### Tournee
1. Procession (intro tape)
2. Now I'm Here
3. Stone Cold Crazy
4. Another One Bites the Dust
5. Fat Bottomed Girls
6. In the Lap of the Gods...Revisited
7. Seven Seas of Rhye
8. Killer Queen
9. Somebody to Love
10. I Want It All
11. Love of My Life
12. '39
13. These Are the Days of Our Lives
14. Bassolo door Neil Fairclough
15. Drum Battle door Roger Taylor en Rufus Tiger Taylor
16. Under Pressure (gezongen door Roger Taylor en Adam Lambert)
17. Love Kills (niet op 26 en 28 juli)
18. Who Wants to Live Forever
19. Gitaarsolo door Brian May
20. Last Horizon
21. Brighton Rock
22. Bijou
23. Tie Your Mother Down
24. Radio Ga Ga
25. Crazy Little Thing Called Love
26. The Show Must Go On (soms niet gespeeld door tijdslimiet)
27. Bohemian Rhapsody

Toegift:
1. We Will Rock You
2. We Are the Champions
3. God Save the Queen (tape)

##### Minder voorkomende nummers
1. Don't Stop Me Now (21 juni tot 1 juli)
2. Dragon Attack (26 en 28 juli)

### Azië
1. Procession (intro tape)
2. Now I'm Here
3. Stone Cold Crazy
4. Another One Bites the Dust
5. Fat Bottomed Girls
6. In the Lap of the Gods...Revisited (niet op 16 augustus door tijdslimiet)
7. Seven Seas of Rhye
8. Killer Queen
9. Somebody to Love (niet op 17 augustus door tijdslimiet)
10. I Want It All (niet op 16 augustus door tijdslimiet)
11. Teo Torriatte (Let Us Cling Together) (niet op 14 augustus)
12. Love of My Life
13. These Are the Days of Our Lives
14. Under Pressure (gezongen door Roger Taylor en Adam Lambert)
15. I Was Born to Love You
16. Who Wants to Live Forever (niet op 17 augustus door tijdslimiet)
17. Radio Ga Ga
18. Crazy Little Thing Called Love
19. Bohemian Rhapsody

Toegift:
1. We Will Rock You
2. We Are the Champions
3. God Save the Queen (tape)

##### Minder voorkomende nummers
1. '39 (14 augustus)
2. Bassolo door Neil Fairclough (14 augustus)
3. Drum Battle door Roger Taylor en Rufus Tiger Taylor (14 augustus)
4. Dragon Attack (14 augustus)
5. Gitaarsolo door Brian May (14 augustus)
6. Tie Your Mother Down (14 augustus)
7. Vocale solo door Adam Lambert (14 augustus)

### Oceanië
1. Procession (intro tape)
2. Now I'm Here
3. Stone Cold Crazy
4. Another One Bites the Dust
5. Fat Bottomed Girls
6. In the Lap of the Gods...Revisited
7. Seven Seas of Rhye
8. Killer Queen
9. Somebody to Love
10. I Want It All
11. Love of My Life (korte versie)
12. '39
13. A Kind of Magic (niet op 22 en 30 augustus)
14. Bassolo door Neil Fairclough
15. Drum Battle door Roger Taylor en Rufus Tiger Taylor
16. Under Pressure (gezongen door Roger Taylor en Adam Lambert)
17. Dragon Attack
18. Who Wants to Live Forever
19. Gitaarsolo door Brian May
20. Last Horizon
21. Brighton Rock
22. Bijou
23. Tie Your Mother Down
24. Vocale solo door Adam Lambert
25. I Want to Break Free (niet op 22 en 30 augustus)
26. Radio Ga Ga
27. Crazy Little Thing Called Love
28. Bohemian Rhapsody

Toegift:
1. We Will Rock You
2. We Are the Champions
3. God Save the Queen (tape)

##### Minder voorkomende nummers
1. These Are the Days of Our Lives (22 en 30 augustus)
2. The Show Must Go On (30 augustus)
3. Waltzing Matilda (1 september)
4. Don't Dream It's Over (4 september)

### Europa

#### Westminster Hall (31 december 2014)
Het concert op 31 december 2014 in de Westminster Hall in Londen, Engeland was een speciaal nieuwjaarsconcert voor 1800 bezoekers. Na "The Show Must Go On" werd een kwartier pauze gehouden voor de jaarlijkse vuurwerkshow in Londen om het nieuwe jaar in te luiden.
1. Don't Stop Me Now
2. I Want to Break Free
3. Somebody to Love
4. Another One Bites the Dust
5. Under Pressure (gezongen door Roger Taylor en Adam Lambert)
6. Fat Bottomed Girls
7. Radio Ga Ga
8. I Want It All
9. Crazy Little Thing Called Love
10. The Show Must Go On

Toegift:
1. Bohemian Rhapsody/Killer Queen (medley)
2. We Will Rock You
3. We Are the Champions
4. God Save the Queen (tape)

#### Tournee
1. One Vision
2. Stone Cold Crazy
3. Another One Bites the Dust
4. Fat Bottomed Girls
5. In the Lap of the Gods...Revisited
6. Seven Seas of Rhye
7. Killer Queen
8. I Want to Break Free
9. Somebody to Love
10. Love of My Life
11. '39
12. These Are the Days of Our Lives
13. A Kind of Magic
14. Bassolo door Neil Fairclough
15. Drum Battle door Roger Taylor en Rufus Tiger Taylor
16. Under Pressure (gezongen door Roger Taylor en Adam Lambert)
17. Save Me
18. Who Wants to Live Forever
19. Gitaarsolo door Brian May
20. Last Horizon
21. Brighton Rock
22. Tie Your Mother Down
23. Vocale solo door Adam Lambert
24. I Want It All
25. Radio Ga Ga
26. Crazy Little Thing Called Love
27. Bohemian Rhapsody

Toegift:
1. We Will Rock You
2. We Are the Champions
3. God Save the Queen (tape)

##### Minder voorkomende nummers
1. Don't Stop Me Now (alleen in het Verenigd Koninkrijk)
2. The Show Must Go On (enkele shows)
3. Dragon Attack (alleen in Krakau en Wembley)
4. Stone Cold Crazy werd niet gespeeld in Keulen en Amsterdam wegens ziekte van Brian May
5. Who Wants to Live Forever werd niet gespeeld in Frankfurt wegens ziekte van Adam Lambert
6. Another One Bites the Dust werd niet gespeeld in Milaan
7. Fog on the Tyne (alleen in Newcastle)
8. Maybe It's Because I'm a Londoner (alleen in de eerste show in de O2 Arena in Londen)
9. Plaisir d'amour (alleen in Parijs)
10. You've Got to Hide Your Love Away (alleen in Liverpool)

### Zuid-Amerika
1. One Vision
2. Another One Bites the Dust
3. Fat Bottomed Girls
4. In the Lap of the Gods...Revisited
5. Seven Seas of Rhye
6. Killer Queen
7. Crazy Little Thing Called Love
8. Don't Stop Me Now
9. Somebody to Love
10. Love of My Life
11. '39 (niet op 18, 25 en 27 september)
12. These Are the Days of Our Lives (niet op 18, 25 en 30 september)
13. A Kind of Magic (niet op 21 en 27 september)
14. Bassolo door Neil Fairclough (niet op 18 september)
15. Drum Battle door Roger Taylor en Rufus Tiger Taylor
16. Under Pressure
17. I Want to Break Free
18. Ghost Town
19. Who Wants to Live Forever
20. Gitaarsolo door Brian May
21. Last Horizon
22. Brighton Rock
23. The Show Must Go On
24. Tie Your Mother Down (niet op 18 september)
25. Vocale solo door Adam Lambert (niet op 18 september)
26. I Want It All
27. Radio Ga Ga
28. Bohemian Rhapsody

Toegift:
1. We Will Rock You
2. We Are the Champions
3. God Save the Queen (tape)

##### Minder voorkomende nummers
1. Stone Cold Crazy (alleen op 16 en 18 september)
2. Save Me (alleen op 16 en 18 september)
3. Las Palabras de Amor (alleen op 25 en 27 september in plaats van '39)
4. The Show Must Go On werd op 16 september gespeeld na Crazy Little Thing Called Love.
5. I Want to Break Free werd op 16 en 18 september gespeeld na Don't Stop Me Now.
6. Crazy Little Thing Called Love werd op 16 en 18 september gespeeld na Radio Ga Ga.

## Tourdata

### Noord-Amerika
- 20 september 2013 - Las Vegas, Nevada, Verenigde Staten - MGM Grand Garden Arena*
- 16 juni 2014 - Los Angeles, Californië, Verenigde Staten - iHeart Radio Theatre**
- 19 juni 2014 - Chicago, Illinois, Verenigde Staten - United Center
- 21 juni 2014 - Winnipeg, Canada - MTS Centre
- 23 juni 2014 - Saskatoon, Canada - Credit Union Centre
- 24 juni 2014 - Edmonton, Canada - Rexall Place
- 26 juni 2014 - Calgary, Canada - Scotiabank Saddledome
- 28 juni 2014 - Vancouver, Canada - Pepsi Live at Rogers Arena
- 1 juli 2014 - San Jose, Californië, Verenigde Staten - SAP Center at San Jose
- 3 juli 2014 - Inglewood, Californië, Verenigde Staten - The Forum
- 5 en 6 juli 2014 - Las Vegas, Nevada, Verenigde Staten - The Joint
- 9 juli 2014 - Houston, Texas, Verenigde Staten - Toyota Center
- 10 juli 2014 - Dallas, Texas, Verenigde Staten - American Airlines Center
- 12 juli 2014 - Auburn Hills, Michigan, Verenigde Staten - The Palace of Auburn Hills
- 13 juli 2014 - Toronto, Canada - Air Canada Centre
- 14 juli 2014 - Montreal, Canada - Bell Centre
- 16 juli 2014 - Philadelphia, Pennsylvania, Verenigde Staten - Wells Fargo Center
- 17 juli 2014 - New York, Verenigde Staten - Madison Square Garden
- 19 juli 2014 - Uncasville, Connecticut, Verenigde Staten - Mohegan Sun Arena
- 20 juli 2014 - Columbia, Maryland, Verenigde Staten - Merriweather Post Pavilion
- 22 juli 2014 - Boston, Massachusetts, Verenigde Staten - TD Garden
- 23 juli 2014 - East Rutherford, New Jersey, Verenigde Staten - Izod Center
- 25 juli 2014 - Uncasville, Connecticut, Verenigde Staten - Mohegan Sun Arena
- 26 juli 2014 - Atlantic City, New Jersey, Verenigde Staten - Boardwalk Hall
- 28 juli 2014 - Toronto, Canada - Air Canada Centre

* Dit concert was onderdeel van het iHeart Radio Music Festival.

** Dit was concert van een half uur voor winnende leden van de Official International Queen Fan Club.

### Azië
- 14 augustus 2014 - Seoel, Zuid-Korea - Olympisch Park Seoel*
- 16 augustus 2014 - Chiba, Japan - Makuhari Messe*
- 17 augustus 2014 - Osaka, Japan - Maishima Sports Island*

* Dit concert was onderdeel van "Summer Sonic 2014".

### Oceanië
- 22 augustus 2014 - Perth, Australië - Perth Arena
- 26 en 27 augustus 2014 - Sydney, Australië - Sydney Super Dome
- 29 en 30 augustus 2014 - Melbourne, Australië - Rod Laver Arena
- 1 september 2014 - Brisbane, Australië - Brisbane Entertainment Centre
- 3 en 4 september 2014 - Auckland, Nieuw-Zeeland - Vector Arena

### Europa
- 31 december 2014 - Londen, Engeland - Westminster Hall*
- 13 januari 2015 - Newcastle, Engeland - Metro Radio Arena
- 14 januari 2015 - Glasgow, Schotland - The SSE Hydro
- 17 en 18 januari 2015 - Londen, Engeland - The O2 (Londen)
- 20 januari 2015 - Leeds, Engeland - First Direct Arena
- 21 januari 2015 - Manchester, Engeland - Phones 4u Arena
- 23 januari 2015 - Birmingham, Engeland - National Indoor Arena
- 24 januari 2015 - Nottingham, Engeland - Capital FM Arena Nottingham
- 26 januari 2015 - Parijs, Frankrijk - Zénith de Paris
- 29 januari 2015 - Keulen, Duitsland - Lanxess Arena
- 30 januari 2015 - Amsterdam, Nederland - Ziggo Dome
- 1 februari 2015 - Wenen, Oostenrijk - Wiener Stadthalle
- 2 februari 2015 - München, Duitsland - Olympiahalle
- 4 februari 2015 - Berlijn, Duitsland - O2 World Berlin
- 5 februari 2015 - Hamburg, Duitsland - O2 World Hamburg
- 7 februari 2015 - Frankfurt, Duitsland - Festhalle Frankfurt
- 10 februari 2015 - Milaan, Italië - Mediolanum Forum
- 13 februari 2015 - Stuttgart, Duitsland - Hanns-Martin-Schleyer-Halle
- 15 februari 2015 - Herning, Denemarken - Jyske Bank Boxen
- 17 februari 2015 - Praag, Tsjechië - O2 Arena
- 19 februari 2015 - Zürich, Zwitserland - Hallenstadion
- 21 februari 2015 - Krakau, Polen - Kraków Arena
- 24 februari 2015 - Londen, Engeland - The SSE Arena
- 26 februari 2015 - Liverpool, Engeland - Echo Arena Liverpool
- 27 februari 2015 - Sheffield, Engeland - Motorpoint Arena Sheffield

* Dit was een speciaal nieuwjaarsconcert.

### Zuid-Amerika
- 16 september 2015 - Sao Paulo, Brazilië - Ginásio do Ibirapuera
- 18 september 2015 - Rio de Janeiro, Brazilië - Rock in Rio
- 21 september 2015 - Porto Alegre, Brazilië - Gigantinho
- 25 september 2015 - Buenos Aires, Argentinië - Estadio G.E.B.A.
- 27 september 2015 - Córdoba, Argentinië - Orfeo Superdomo
- 30 september 2015 - Santiago, Chili - Estadio Nacional

### Geannuleerde concerten
- 8 februari 2015 - Brussel, België - Palais 12 (wegens ziekte van Adam Lambert)[1]